# アメリカン航空383便事故
アメリカン航空383便墜落事故（アメリカンこうくう383びん ついらくじこ）は、1965年11月8日にアメリカ合衆国のケンタッキー州で発生した航空事故である。
ラガーディア空港からシンシナティ・ノーザンケンタッキー国際空港へ向かっていたアメリカン航空383便（ボーイング727ｰ23）がシンシナティ・ノーザンケンタッキー国際空港への最終進入中に墜落し、乗員乗客62名中58名が死亡した。

## 事故機
事故機のボーイング727-100(N1996)は製造番号18901として製造された。1965年6月29日にアメリカン航空に納入され、総飛行時間は938時間であった。

## 事故の経緯
383便は北西から空港へ向かって飛行し、厚い雲と雷雨に見舞われた。パイロットは気付くことなく急速に降下した。空港は標高853フィート(260m)に位置しており、383便は空港の北東約5マイル(8.0km)を飛行していたが、空港の上空553フィート(169m)の高さまで降下していた。その後、空港の上空わずか3フィートの高さまで降下したが、その時点で1,000フィート(300m)よりわずかに低い正しい高度を下回っていた。川を横切って南岸に戻りながらオハイオ川の谷を下り、滑走路に合わせて最終ターンをした時、滑走路の標高を下回る高度で滑走路から北へ3kmの谷の森林の斜面に墜落して爆発炎上した。
乗員乗客62人の内、客室乗務員1人と乗客3人を除く58人が死亡した。尚生存した乗客の一人に音楽プロデューサーのイスラエル・ホロヴィッツがいる。